# DECADE 2003-2007
『DECADE 2003-2007』（ディケード-）は、ロックバンド、DIR EN GREYのメジャー1作目のベスト・アルバム。同じベスト・アルバムである『DECADE 1998-2002』と同時発売。

## 概要
- DIR EN GREY初のベスト・アルバム。2003年から2007年にかけて発表された楽曲（アルバム『VULGAR』『Withering to death.』『THE MARROW OF A BONE』）から収録。『DECADE 1998-2002』とは違い、本作はシングル曲がすべて収録されている。
- 完全限定生産盤。全曲リマスタリング。次世代メディア対応デジタル・リマスター仕様[2]。
- 2008年8月27日よりiTunes Storeにて本作の配信が開始。2012年2月23日のiTunesでの配信楽曲全曲のDRMフリー化（iTunes Plus）以降は配信がストップされていたが、2022年5月31日のサブスクリプションサービス解禁に伴い[3]、実に10年ぶりに再配信された。

## 収録曲
1. OBSCURE
（作詞:京　作曲・編曲:Dir en grey)
4thアルバム『VULGAR』収録曲。
2. かすみ
（作詞:京　作曲・編曲:Dir en grey)
15thシングル。
4thアルバム『VULGAR』収録バージョン。
3. THE IIID EMPIRE
（作詞:京　作曲・編曲:Dir en grey)
4thアルバム『VULGAR』収録曲。
4. DRAIN AWAY
（作詞:京　作曲・編曲:Dir en grey)
14thシングル。
4thアルバム『VULGAR』収録バージョン。
5. 砂上の唄
（作詞:京　作曲・編曲:Dir en grey)
4thアルバム『VULGAR』収録曲。
6. audience KILLER LOOP
4thアルバム『VULGAR』収録曲。
（作詞:京　作曲・編曲:Dir en grey)
7. 朔-saku-
（作詞:京　作曲・編曲:Dir en grey)
17thシングル。
5thアルバム『Withering to death.』収録バージョン。
8. dead tree
（作詞:京　作曲・編曲:Dir en grey)
5thアルバム『Withering to death.』収録曲。
9. Merciless Cult
（作詞:京　作曲・編曲:Dir en grey)
5thアルバム『Withering to death.』収録曲。
「C」へと繋げていたラストのアウトロが削除されている。
10. 鼓動
（作詞:京　作曲・編曲:Dir en grey)
5thアルバム『Withering to death.』収録曲。
11. C
（作詞:京　作曲・編曲:Dir en grey)
5thアルバム『Withering to death.』収録曲。
12. THE FINAL
（作詞:京　作曲・編曲:Dir en grey)
16thシングル。
5thアルバム『Withering to death.』収録バージョン。
13. CLEVER SLEAZOID
（作詞:京　作曲・編曲:Dir en grey)
18thシングル。
6thアルバム『THE MARROW OF A BONE』収録バージョン。「THE DEEPER VILENESS」のアウトロから繋げていたイントロが一部削除されている。
14. GRIEF
（作詞:京　作曲・編曲:DIR EN GREY)
6thアルバム『THE MARROW OF A BONE』収録曲。
15. AGITATED SCREAMS OF MAGGOTS
（作詞:京　作曲・編曲:DIR EN GREY)
20thシングル。
6thアルバム『THE MARROW OF A BONE』収録バージョン。
16. 凌辱の雨
（作詞:京　作曲・編曲:DIR EN GREY)
19thシングル。
6thアルバム『THE MARROW OF A BONE』収録バージョン。
17. REPETITION OF HATRED
（作詞:京　作曲・編曲:DIR EN GREY)
6thアルバム『THE MARROW OF A BONE』収録曲。
18. CONCEIVED SORROW
（作詞:京　作曲・編曲:DIR EN GREY)
6thアルバム『THE MARROW OF A BONE』収録曲。